# 포드 모델스
포드 모델스(영어: Ford Models)는 1946년 에일린 포드와 조지 W. 포드에 의해 뉴욕에 설립된 모델 에이전시이다.